# 赵庆夫
赵庆夫（1926年—2010年8月18日），中国山东省肥城县人，中华人民共和国水利工程师、官员。
1947年9月，赵庆夫在吉林蛟河发电厂参加革命工作。1948年8月，加入中国共产党。曾任小丰满发电厂副厂长兼总工程师。1954年，当选第一届全国人民代表大会代表。1957年至1960年，在哈尔滨工业大学工程经济系干部班学习。随后进入云峰水电工程局，任党委副书记等职。1975年，任吉林省电力工业局副局长、党组副书记。1980年，任华中电业管理局副局长、兼葛洲坝水力发电厂厂长。1982年，任中华人民共和国水利电力部副部长等职，随后改任中国水利电力对外公司董事长，以及中国电力信托投资有限公司董事长、名誉董事长。1998年8月，离休。2010年，在长春逝世。